# Jeremías Ferens
Jeremías Ferens, Santa Catarina (Brasil), nacido el 29 de diciembre de 1962, de nombre civil Eliseo Ferens, es el Arzobispo Metropolitano Titular de Aspendos y Eparca de la Iglesia Ortodoxa Ucraniana en América del Sur.
El Arzobispo Ferens nació el 29 de diciembre de 1962, en la ciudad de Papanduva, Estado de Santa Catarina, de la República Federativa de Brasil. Cursó estudios de teología y filosofía con los religiosos de la Orden de San Basilio Magno en Brasil y en la Facultad de Teología Santa Sofia de la Iglesia Ortodoxa Ucraniana de Estados Unidos de América.
Fue tonsurado monje y ordenado diácono el 30 de noviembre de 1988 por el Metropolita Mstyslav, quien en su momento era reconocido como Patriarca de Kiev y de toda la Iglesia Ortodoxa Autocefálica Ucraniana. El 29 de enero de 1989 fue ordenado sacerdote por el mismo Metropolita. Durante varios años desempeñó su ministerio en distintas parroquias de Brasil, visitando especialmente a las comunidades que están en la Provincia de Chaco, Argentina.
Durante varios años ejerció el cargo de administrador apostólico de la Iglesia Ortodoxa Ucraniana en América del Sur, ante la ausencia del Obispo Paisius que, por motivos personales, se retiró a residir en los Estados Unidos de América. Dicho proceso concluyó cuando, a la edad de 30 años, el Reverendo Hieromonje Jeremías Ferens fue consagrado obispo, de manos del Metropolita Constantino, Arzobispo Antonio y Obispo Paisius, el 19 de septiembre de 1993.
Luego de un proceso iniciado por el Metropolita Mstyslav, el Obispo Jeremías fue recibido a la plena comunión con toda la Iglesia Ortodoxa tras ser aceptada su solicitud por el Santo Sínodo de Constantinopla. Así, en marzo de 1995, tras ser aceptado, recibió el título de Obispo de Aspendos, pasando a integrar el Patriarcado Ecuménico de Constantinopla, y con él todas las comunidades que componen la Iglesia Ortodoxa Ucraniana en América del Sur.
El Patriarca Bartolomé I le encomendó la atención pastoral de los ucranianos en diáspora en toda América Latina y también de los "nativos" que se encuentren presentes su jurisdicción y que soliciten piadosamente ser aceptados en la Iglesia de Cristo.
En el año 2008, el Santo Sínodo de Constantinopla tomó la decisión de elevar la Diócesis Titular de Aspendos a Metropolia Titular. Por ello, desde entonces el Obispo Jeremías Ferens utiliza el título de Arzobispo Metropolitano.